# Constitución de la Confederación Alemana

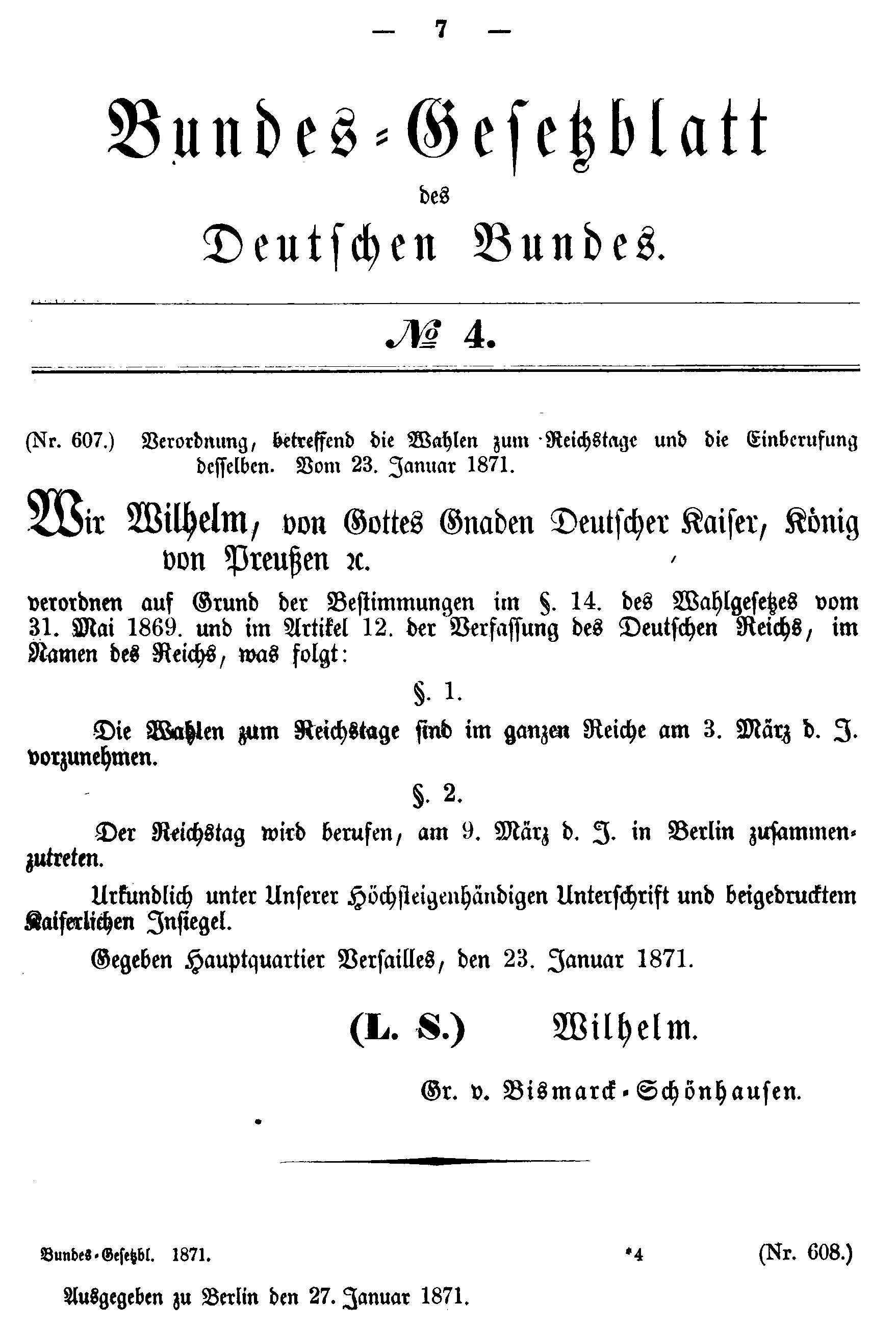
Portada de la Constitución de la Confederación Alemana.

La Constitución de la Confederación Alemana (en alemán: Verfassung des Deutschen Bundes) o la Constitución de noviembre (Novemberverfassung) fue la constitución del estado federal alemán a principios del año 1871. Fue promulgada el 1 de enero de 1871. Esto es leve cambio de la Constitución de la Confederación Alemana del Norte; No debe confundirse con las leyes constitucionales de la Confederación Alemana de 1815.
La Constitución de la Confederación Alemana de 1871 incorporó acuerdos entre la Confederación Alemana del Norte y algunos de los estados del sur de Alemania que se unieron a la Confederación: con Baden y Hesse-Darmstadt, pero no con Baviera y Württemberg. La nueva constitución apareció el 31 de diciembre de 1870 en el Bundesgesetzblatt des Norddeutschen Bundes (Gaceta de Leyes Federales del Norte de Alemania) y entró en vigencia al día siguiente. Ya el 16 de abril de 1871, el país lo intercambió con otra constitución que era válida hasta el final del Imperio alemán en 1918.
Hay cuatro constituciones o textos diferentes para distinguir entre:
1. La "Constitución de la Confederación Alemana del Norte" (Verfassung des Norddeutschen Bundes, Norddeutsche Bundesverfassung, NBV) del 16 de abril de 1867. Entró en vigor el 1 de julio de 1867.
2. La "Constitución de la Confederación Alemana" (Verfassung des Deutschen Bundes) como texto que se agregó a uno de los tratados de noviembre: el acuerdo entre la Confederación Alemana del Norte y Hessen-Darmstadt y Baden.
3. La "Constitución de la Confederación Alemana" (Verfassung des Deutschen Bundes, Deutsche Bundesverfassung, DBV) como el texto constitucional que apareció en la Gaceta de Leyes Federales el 31 de diciembre de 1870. La Constitución, a pesar de su título, ya nombra al estado federal Imperio alemán (Deutsches Reich). Entró en vigencia al día siguiente, 1 de enero de 1871.[1]
4. La "Constitución del Imperio Alemán" del 16 de abril de 1871, que entró en vigencia el 4 de mayo de 1871. Esta suele ser la constitución llamada Bismarcksche Reichsverfassung (BRV o RV).

En todos esos cuatro textos, el sistema político sigue siendo el mismo. Los cambios se refieren principalmente a los acuerdos con los estados del sur de Alemania con respecto a su adhesión a la Confederación Alemana del Norte. Por ejemplo, se ajustó el número de delegados al Consejo Federal. Todo esto se ejecutó de una manera bastante desordenada. El historiador constitucional Ernst Rudolf Huber llamó a la constitución del 1 de enero de 1871 un "Monstrum".
La constitución del 1 de enero de 1871 fue un paso de la Confederación Alemana del Norte al Imperio Alemán. Esos pasos no crearon un nuevo estado, sino que se referían a la adhesión de los estados del sur de Alemania. La Confederación Alemana del Norte pasó a llamarse, y algunos de sus órganos recibieron un nuevo título. La constitución del 1 de enero de 1871 tuvo una importancia duradera en el Imperio alemán a pesar de la nueva constitución del 4 de mayo de 1871: el artículo 80 (no repetido en la nueva constitución) transformó la mayoría de las leyes del norte de Alemania en leyes imperiales.